# Lucie Leguay
Pour les articles homonymes, voir Leguay.
Lucie Leguay est une cheffe d'orchestre française née en 1990.

## Biographie
Lucie Leguay naît à Lille au sein d'une famille de musiciens,.
Elle étudie au Conservatoire de sa ville natale le piano puis travaille la direction d'orchestre avec Jean-Sébastien Béreau,.
En 2014, elle fonde l'Orchestre de chambre de Lille. Elle intègre l'année suivante la Haute École de musique de Lausanne, où elle obtient un Master de direction d'orchestre dans la classe d'Aurélien Azan Zielinski,.
En 2016, Lucie Leguay reçoit le prix de l’Orchestre Camera de Florence à Empoli.
En 2018, elle remporte le concours Tremplin pour jeunes cheffes d’orchestre à la Philharmonie de Paris,. À la suite de cette victoire, elle est nommée cheffe assistante à l'Orchestre de Picardie, à l'Orchestre national d'Île-de-France ainsi qu'à l'Orchestre national de Lille. Elle se perfectionne auprès des chefs d'orchestre Valery Gergiev, Daniel Harding, Antonio Pappano, Klaus Mäkelä, Lahav Shani, Gabor Takacs-Nagy, Manfred Honeck, Matthias Pintscher, Case Scaglione, Alexandre Bloch et Arie van Beek.
En 2019, Lucie Leguay est la protagoniste d'une web-série, Chef·fe, réalisée par Camille Ducellier.
En 2020, elle est nommée cheffe assistante à l'Orchestre philharmonique de Radio France,. Elle est également assistante à l'Ensemble intercontemporain ainsi qu'à l'Orchestre des jeunes du Festival de Verbier,.
En 2021, Lucie Leguay enregistre pour le label Alpha Francis Poulenc et Camille Saint-Saëns en compagnie du Duo Jatekok et du comédien Alex Vizorek,.
En 2023, elle est lauréate d'une Victoire de la musique classique dans la catégorie « révélation chef d'orchestre »,.